# Palacete de Carlos María de Castro
El Palacete de Carlos María de Castro es una casa palacio tradicional ubicada en la calle de Fernando el Santo 14 en el barrio de Almagro, Madrid. Fue construido por y para el ingeniero de caminos y arquitecto Carlos María de Castro, conocido por ser el urbanista que trazó el Ensanche de Madrid. Una placa conmemorativa colocada en 1991 señala que este era el lugar donde vivió hasta su muerte.

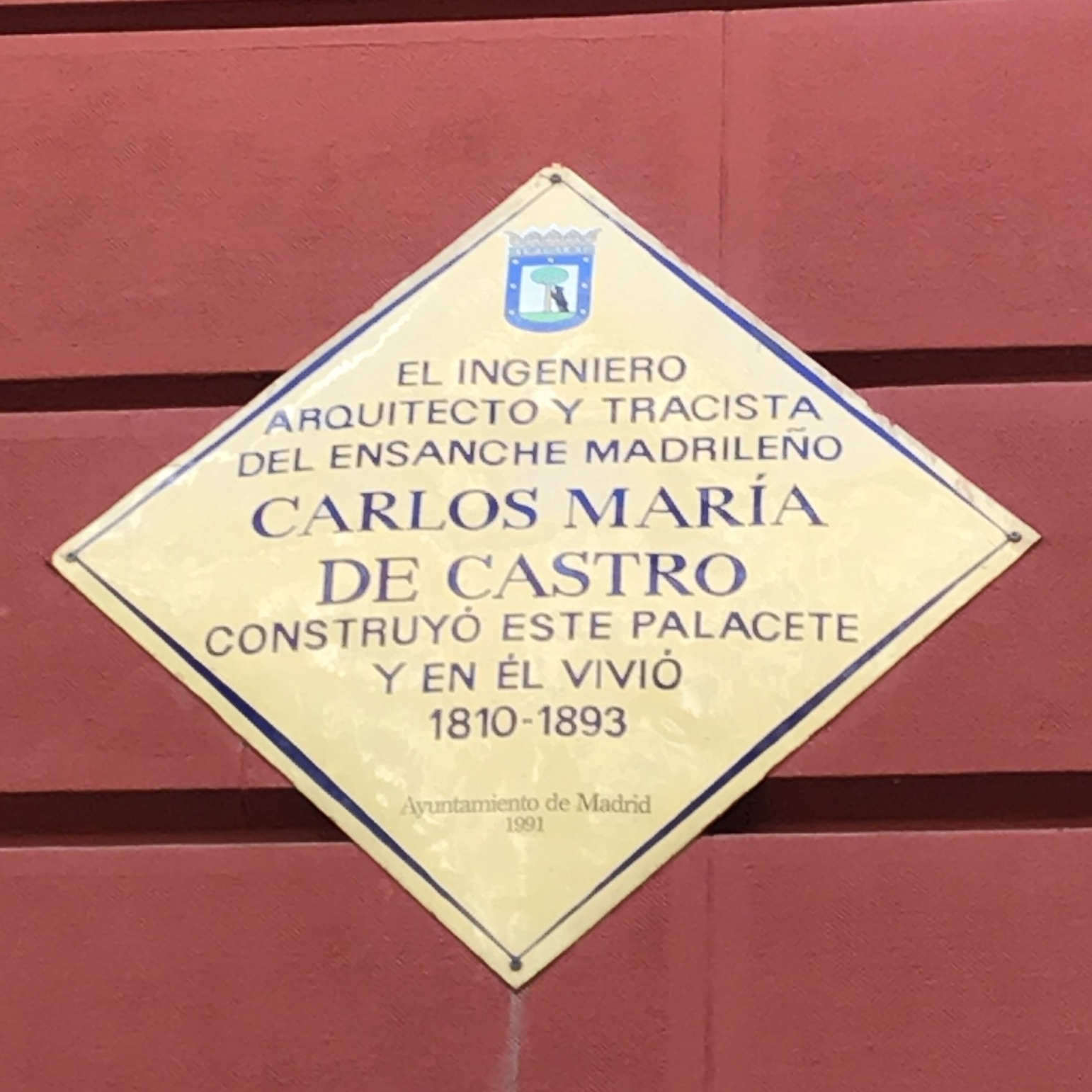
Placa conmemorativa.

## Historia
Aquí estableció Carlos María de Castro su residencia definitiva. Consta de dos plantas, ático y semisótano. Tiene una fachada que da a la calle y por los laterales se accede al jardín y al salón acristalado (conocidos como estufa). La fachada que da al jardín está rematada por dos torreones a ambos lados. Esta residencia será el ejemplo a seguir de las construcciones que posteriormente irían llenando está zona del ensanche madrileño.
Posteriormente perteneció al conde de Heredia-Spínola, que lo reformó. Fue propiedad de la corporación Banesto, que tras el escándalo financiero protagonizado por su presidente en aquel entonces, Mario Conde, tuvo que venderlo a un tercero. Actualmente alberga una casa de decoración y se suele alquilar para eventos temporales o pop-up de firmas de lujo.
Al igual que la Antigua Embajada del Reino Unido en Madrid, edificio adyacente, esta casa palaciega es propiedad del empresario José María Aristrain, accionista de ArcelorMittal. Debido a embargos y deudas pendientes con la Agencia Tributaria, el inmueble completo salió a subasta el pasado julio, pero tras llegar a un acuerdo con el ente público esta se canceló. La subasta valoró el palacete en 6,75 millones de euros.